# Banks (poluotok)
Banks je poluotok na istočnoj obali Južnog otoka na Novom Zelandu, kojeg okružuje Tihi ocean. Poluotok Banks nalazi se u blizini najvećeg grada Južnog otoka Christchurcha. Poluotok ima površinu od otprilike 1000 km2.
Poluotok su prvo naseljavali Maori koji su ga nazivali Te Pataka o Rakaihautu. Prvi europljani koji su vidjeli poluotok su bili članovi posade engleskog broda HMS Endeavour, kojime je na svome prvom putovanju zapovijedao kapetana James Cook, a poluotok je ime dobio prema botaničaru iz te posade Joseph Banksu.